# Finella phanea
Finella phanea är en snäckart som först beskrevs av Bartsch 1911.  Finella phanea ingår i släktet Finella och familjen Obtortionidae. Inga underarter finns listade i Catalogue of Life.